# Madagaszkári rétisas

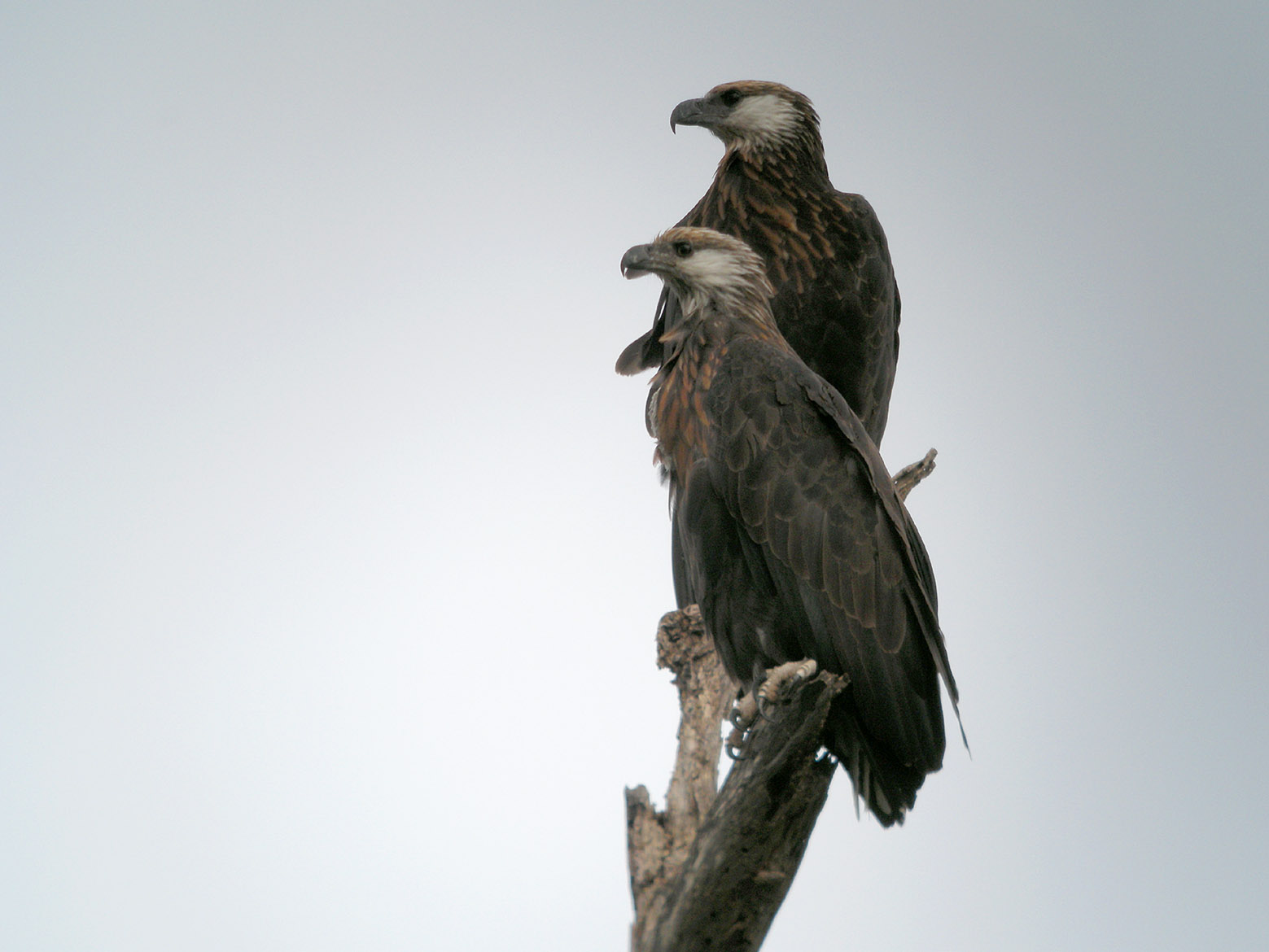
Két példány az Ankarafantsika Nemzeti Parkban

A madagaszkári rétisas (Haliaeetus vociferoides) a madarak (Aves) osztályának a vágómadár-alakúak (Accipitriformes) rendjébe, ezen belül a vágómadárfélék (Accipitridae) családjába tartozó faj.

## Előfordulása
Kizárólag Madagaszkáron él. A 19. század végéig a sziget egész nyugati partvidékén elterjedt volt. A déli és délnyugati partvidéken 1975 óta nincs adat az előfordulásáról. Mára csak Madagaszkár észak-északkeleti részén fordul elő. A fészkelő párok száma 100 alá csökkent.
Élőhelyei parti sziklák, mangrovemocsarak fái, erdővel szegélyezett tengeröblök, valamint  a nagyobb folyók és tavak partvidéke.

## Megjelenése
Testhossza 60-66 centiméter, farokhossza 25-30 centiméter, szárnyfesztávolsága 165-180 centiméter. A hím súlya 2,2-2,6 kilogramm, míg a testesebb tojó súlya 2,8-3,5 kilogramm.
Az ivarérett példányok feje fehéres-szürke, a nyaka, melle és a hasa vöröses-barna, farka fehér színű vékony fekete csíkozással. 
Alsó szárnyfedői sötétbarna színűek.
A nem ivarérettek sápadt barna színűek.

## Életmódja
Felszín közelében élő halakat, ezenkívül madarakat, rákokat és még dögöket is esznek. Néha nagyobb madarakra, mint az afrikai kanalasgém (Platalea alba) vagy a madagaszkári gém (Ardea humboldti) is rátámad, de ezeket többnyire nem tudja legyűrni.
A part mentén álló fákon várakozik zsákmányra lesve. Ha megpillant valamit, akkor gyors rárepüléssel kapja el.

## Szaporodása
Szaporodási szezonja június és december között van. Nagy fészkét ágakból építi magas fák koronáira.
Fészekalja 2 tojásból áll, melyen 41 napig kotlik, a kirepülési idő kb. 120 nap.

## Természetvédelmi helyzete
A legveszélyeztetettebb fajok közé tartozik. 
A faj egészen a 19. századig eléggé gyakori fajnak számított.
Azóta állományai fokozatosan csökkennek. Mára a kritikus érték, azaz 100 pár alá csökkent állománya. Ha a tendencia sürgősen nem áll le és nem fordul meg akkor valószínűleg a faj a 21. század során kihalhat.
A faj fő veszélyeztető tényezői az élőhelyek elvesztése (erdőirtás, rizsföldek nyerése céljából a mangrove irtása). Ezenkívül a vadászat is jelentős veszélyforrás. A fajban a halászok konkurenciát látnak és sokszor lelövik. Húsát elfogyasztják vagy a tradicionális gyógyítás során használják fel. Több egyed a halászok hálóiban végzi, miközben onnan próbál könnyű zsákmányt szerezni.

## Fordítás
- Ez a szócikk részben vagy egészben  a   Madagaskarseeadler című német Wikipédia-szócikk ezen változatának fordításán alapul.  Az eredeti cikk szerkesztőit annak laptörténete sorolja fel. Ez a jelzés csupán a megfogalmazás eredetét és a szerzői jogokat jelzi, nem szolgál a cikkben szereplő információk forrásmegjelöléseként.